# Richard Vetter
Richard Vetter (* 11. September 1919 in Leonberg bei Gostyn; † 19. April 2000 in Peine) war ein deutscher Erfinder aus Dungelbeck bei Peine.

## Leben
Auf die Idee des gelernten Müllermeisters geht unter anderem der Voll-Brennwertkessel („Vetter-Ofen“) zurück, mit dem durch Abkühlung der Verbrennungsgase der Wirkungsgrad erhöht und zur Abgas-Ausleitung die Verwendung einfacher Kunststoffrohre ermöglicht wird. Der Vetter-Ofen ist im Gegensatz zum konventionellen Brennwertkessel nicht auf eine Heizung mit niedrigen Systemtemperaturen (zum Beispiel Flächenheizungen) beschränkt und besitzt eine spezielle Entschwefelungseinrichtung.
Der umweltfreundliche Ofen wurde jahrelang von TÜV, Schornsteinfegerverbänden und Umweltbundesamt torpediert. Ein Kritikpunkt war die von Vetter behauptete Abkühlung der Abgase auf Temperaturen, die eine Abgasleitung aus Kunststoff ermöglichte. Ein Abgasrohr aus Kunststoff war damals schier undenkbar. Vetter investierte mehr als sechs Jahre und mehr als 5 Millionen DM in den Entwicklungsprozess. 1977 brannte eine von ihm betriebene Brotfabrik ab. Der überwiegende Teil der damals ausgezahlten Versicherungssumme stellte die finanzielle Grundlage für die Entwicklung des Ofens dar. 1985 berichtete das Fernsehmagazin Panorama über die Auseinandersetzungen des Erfinders mit dem TÜV Hannover, dessen Mitarbeitern es im Beisein der Kameraleute nicht gelang, die behaupteten unzulässigen Abgastemperaturen zu reproduzieren.
1986 verkaufte Vetter sein technisches Verfahren an eine Schweizer Unternehmensgruppe, nachdem der TÜV den Ofen zwar für grundsätzlich zulässig erklärt hatte, aber weiterhin zahlreiche Einzelheiten beanstandete, so dass sich kein deutscher Hersteller für die Produktion fand. Vetter erhielt erst zwölf Jahre nach Beantragung eine allgemeine Baubewilligung.
Vetter wurde 1986 mit der Rudolf-Diesel-Medaille ausgezeichnet. 1987 erhielt er den Umweltschutzpreis.